# Квасницький Віктор В'ячеславович
Квасницький Віктор Вячеславович, народився 12 липня 1969 року у місті Миколаїв. Український науковець, відомий спеціаліст в галузі зварювання та споріднених технологій. Доктор технічних наук, професор, міжнародний інженер із зварювання (IWE), завідувач кафедри зварювального виробництва Навчально-наукового інституту матеріалознавства та зварювання імені Є.О. Патона Національного технічного університету України «Київський політехнічний інститут імені Ігоря Сікорського».

## Життєпис
У 1986 році вступив до «Миколаївського кораблебудівного інституту ім. адм. С.Й. Макарова» на кораблебудівний факультет за спеціальністю «Обладнання і технологія зварювального виробництва», який закінчив з відзнакою у 1993 році та отримав кваліфікацію «Інженер-механік».
У 1997 році, після закінчення аспірантури при Інституті електрозварювання ім. Є.О. Патона НАН України, захистив дисертацію на здобуття вченого ступеня кандидата технічних наук «Дослідження діаграм стану систем на основі нікелю з гафнієм та цирконієм і розробка припоїв для жароміцних сплавів», за спеціальністю 05.03.06 – «Технологія та обладнання для зварювання і споріднених процесів». У 2010 році на засіданні спеціалізованої вченої ради при НТУУ «КПІ» захистив дисертацію на здобуття вченого ступеня доктора технічних наук «Дифузійне зварювання з керованим напружено-деформованим станом та модифікуванням поверхонь з’єднання» за спеціальністю 05.03.06 – «Зварювання та споріднені процеси і технології». 
В 2000 році присвоєне вчене звання доцента. У 2002 році обраний членом-кореспондентом Академії наук суднобудування України. У 2012 році рішенням Атестаційної колегії Міністерства освіти і науки, молоді та спорту України присвоєне вчене звання професора кафедри інженерії поверхні. 
З 1993 по 1997 працював асистентом кафедри зварювального виробництва «Миколаївського кораблебудівного інституту ім. адм. С.Й. Макарова». З 1997 по 2003 – доцент кафедри зварювального виробництва «Миколаївського кораблебудівного інституту» («Українського державного морського технічного університету ім. адм. С.Й. Макарова»). З 2003 по 2005 працював головним фахівцем Регістра судноплавства України. Починаючи з 2005 року працював доцентом кафедри відновлення деталей машин на зварювальному факультеті Національного технічного університету України «Київський політехнічний інститут», з 2010 року – професором кафедри інженерії поверхні. Починаючи з вересня 2015 року – завідувач кафедри зварювального виробництва Національного технічного університету України «Київський політехнічний інститут».

## Наукова і педагогічна діяльність
Основні напрямки наукових досліджень пов’язані з вивченням фізико-хімічних процесів, особливостей формування напружено-деформованого стану при зварюванні, паянні та плазмовій обробці матеріалів, модифікування концентрованими джерелами енергії поверхневих шарів сплавів та покриттів. Наукові розробки забезпечили створення сучасних промислових технологій дифузійного зварювання і паяння, плазмової обробки матеріалів, що застосовуються в енергетичному машинобудуванні, суднобудуванні, аерокосмічній галузі та ін.
Автор та співавтор більше 300 наукових праць, серед яких 6 монографій, 5 підручників, 10 навчальних посібників для вищих навчальних закладів Офіційного видання Правил класифікації та побудови морських суден Регістра судноплавства України (Том IV, 2003 рік видання), Галузевого стандарту вищої освіти України (2012 рік), 10 винаходів .
Під керівництвом Квасницького В.В. підготовлені 3 кандидати технічних наук, та 2 доктори філософії (Ph.D.).
Член реакційної колегії міжнародного фахового науково-технічного і виробничого журналу «Автоматичне зварювання», журналу «The Paton Welding Journal» та міжнародного науково-технічного журналу “Mechanics and Advanced Technologies” (Механіка та новітні технології).
Голова докторської спеціалізованої вченої ради при КПІ ім. Ігоря Сікорського Д 26.002.15 за спеціальностями 05.03.06 «Зварювання та споріднені процеси і технології», 05.03.07 «Процеси фізико-технічної обробки» та членом докторської спеціалізованої вченої ради при ІЕЗ ім. Є.О. Патона НАН України Д 26.182.01 за спеціальностями 05.03.06 «Зварювання та споріднені процеси і технології», 05.02.01 «Матеріалознавство» та 05.16.02 «Металургія чорних і кольорових металів та спеціальних сплавів».

## Громадська діяльніст ь
Член Громадської організації «Товариство зварників України».

## Нагороди та відзнаки
За активну міжнародну наукову діяльність у 2023 році нагороджений Золотим почесним знаком Національної технічної організації - Федерації науково-технічних товариств Польщі.